# Батталья, Летиция
Летиция Батталья (итал. Letizia Battaglia, 5 марта 1935[…], Палермо — 13 апреля 2022, Палермо) — итальянский фотограф и фотожурналист. Хотя её фотографии отражают широкий спектр сицилийской жизни, она наиболее известна своей работой с мафией.
В 2019 году на экраны вышел документальный фильм о её жизни «Стрельба по мафии».

## Ранние годы
Батталья родилась в Палермо, на Сицилии. В возрасте 14 лет её отец разозлился, когда она заинтересовалась мальчиком, и отправил её в школу-интернат. Батталья хотела сбежать и заниматься литературным творчеством. Так в 16 лет она вышла замуж за Франко Станьита, который владел собственным кофейным бизнесом и происходил из хорошей семьи. Она считала, что он позволит ей продолжить учебу, но он хотел, чтобы она была обычной женой-домохозяйкой, поэтому её писательские амбиции были несколько сорваны.
Несчастная в своем браке, она в конце концов завела любовника; когда её муж узнал об этом, то выстрелил в неё. Она забрала дочерей и переехала в Милан.

## Работа
Батталья занялась фотожурналистикой после развода в 1971 году, воспитывая трёх дочерей. Она взяла в руки камеру, когда обнаружила, что сможет лучше продавать свои статьи, если они будут сопровождаться фотографиями, и постепенно обнаружила в себе страсть к фотографии. В 1974 году, после периода в Милане, во время которого она встретила своего давнего партнера Франко Зеккина, она вернулась на Сицилию, чтобы работать в левой газете L’Ora в Палермо, пока та не была вынуждена закрыться в 1992 году.
Батталья сделала около 600 000 изображений для газеты. Она задокументировала жестокую внутреннюю войну мафии и её нападение на гражданское общество. Иногда она оказывалась на месте четырёх или пяти разных убийств за один день. Батталья и Зеккин создали множество знаковых изображений, которые стали представлять Сицилию и мафию за пределами Италии. Она хотела разоблачить и осудить мафию с помощью своих фотографий. Она так часто фотографировала мёртвых, что однажды сказала: «Внезапно у меня появился архив крови». Летиция стала фотографировать мёртвых в чёрно-белом цвете, так как считала это более уважительным.
Из-за своих фотографий Батталья много лет боялась убийства со стороны мафии. Тем не менее, она предпочла не иметь телохранителей. В 2017 году она сказала The Guardian, что «вы больше не знаете, кто ваши друзья или враги. Утром вы выходите из дома и не знаете, вернётесь ли вы вечером».
Батталья также стала заниматься женскими и экологическими проблемами. На несколько лет она перестала фотографировать и официально вошла в мир политики. С 1985 по 1991 год она занимала место в городском совете Палермо от Партии зелёных, а с 1991 по 1996 год она была депутатом Сицилийской региональной ассамблеи от Сети. Она сыграла важную роль в спасении и возрождении исторического центра Палермо. Какое-то время она руководила издательством Edizioni della Battaglia и была соучредителем ежемесячного женского журнала Mezzocielo. Она участвовала в защите прав женщин и, в последнее время, заключённых.
В 1993 году, когда прокуратура Палермо предъявила обвинение Джулио Андреотти, который семь раз был премьер-министром Италии, полиция провела обыск в архивах Баттальи и обнаружила две фотографии Андреотти 1979 года с важным мафиози Нино Сальво, знакомство с которым Джулио отрицал. Если не считать рассказов перебежчиков, эти фотографии были единственным вещественным доказательством связей этого могущественного политика с сицилийской мафией. Сама Батталья забыла, что сделала снимок. Его потенциальное значение стало очевидным только через 15 лет после того, как он был снят.
Помимо фотографии, её другие предприятия включали женский журнал, издательство и школу фотографии.

## Смерть
Батталья умерла в возрасте 87 лет в Чефалу 13 апреля 2022 года. Некоторое время перед этим она болела.

## Публикации
- Passion, Justice, Freedom – Photographs of Sicily. Gordonsville, VA: Aperture, 2003. ISBN 0-89381-888-7.
- Dovere di Cronaca - The Duty to Report., Rome: Peliti Associati, 2006. With Franco Zecchin. ISBN 88-89412-26-7.
- Just For Passion. Drago[англ.], 2016. ISBN 978-8898565207.
- Anthology. Drago, 2016. ISBN 978-8898565191.

## Выставки
- Letizia Battaglia. Just For Passion, Национальный музей искусств XXI века, Рим, 2016[17]
- Siciliana, Bel Vedere Fotografia, Милан, Италия[18]
- Bildmaterial der Dr.-Erich-Salomon-Preisträgerin 2007 Letizia Battaglia[19]
- Dovere di Cronaca, Международный фестиваль в Риме, 2006[20]
- Una vita per la Mafia, Orvieto Photography festival, Палаццо деи Сетте, Италия, 2009[21]
- Letizia Battaglia: Breaking The Code Of Silence, Open Eye Gallery[англ.], Ливерпуль, Великобритания, 2014[22]
- Cantieri Culturali alla Zisa, Палермо, Сицилия, 2016[23]
- Letizia Battaglia, Vintage Prints,Галерея дель Чембало, Рим, Италия, 2022[24]

## Фильмы
- Battaglia (2004) – документальный фильм Даниэлы Занзотто
- Отличные трупы[англ.] (2005) – документальный фильм по книге Александра Штилле[англ.] 1995 года. Батталья сыграла роль выжившего и страстного очевидца[25]
- Съёмки в Палермо (2008) – Вим Вендерс; У Баттальи было эпизодическое появление в качестве фотографа.
- «Стрельба по мафии[англ.]» (2019) – документальный фильм режиссера Кима Лонгинотто[англ.] и продюсера Ниама Фэгана[10][26]

## Награды
- 1985: Грант Уильяма Юджина Смита в гуманистической фотографии[27]
- 1999: Пожизненное достижение фотографа Международного фонда документальной фотографии Mother Jones[28]
- 2007: Премия доктора Эриха Саломона[англ.], награда за «жизненные достижения» Немецкого общества фотографии[англ.] (DGPh)[29][30]
- 2009: Премия Cornell Capa Infinity от Международного центра фотографии[англ.], Нью-Йорк[31]